# Woodmere, Ohio
Woodmere là một làng thuộc quận Cuyahoga, tiểu bang Ohio, Hoa Kỳ. Năm 2010, dân số của làng này là 884 người.

## Dân số
- Dân số năm 2000: 828 người.
- Dân số năm 2010: 884 người.